# 賈致恩
賈致恩，山東省黃縣人，清朝政治人物、進士出身。賈楨之子。
廕生出身，咸豐四年，任河南司員外郎，后任實錄館詳校官、刑部直隸司員外郎。咸豐七年，任四川司郎中。后署寧武府知府、朔平府知府。同治五年，任山西潞安府知府。同治十年，任雲南楚雄府知府。次年改河南彰德府知府。光緒三年，任河南河陝汝道。光緒九年，改南汝光道。次年，署河南按察使。光緒十二年，任兩淮鹽運使。次年，任河南按察使、署河南布政使。光緒十七年，任浙江布政使。